# واينتاون (إنديانا)
واينتاون (بالإنجليزية: Waynetown town, Indiana)‏ هي بلدة تقع بولاية إنديانا في الولايات المتحدة. تبلغ مساحتها 1.15 كم2، وترتفع عن سطح البحر 233 م، بلغ عدد سكانها 958 نسمة في عام 2010 حسب إحصاء مكتب تعداد الولايات المتحدة وتصل الكثافة السكانية فيها 833 نسمة لكل كيلومتر مربع (2,157.5/ميل2).

## التركيبة السكانية
حدّد مكتب تعداد الولايات المتحدة بيانات التركيبة السكانية لواينتاون في تعداد الولايات المتحدة. في ما يلي، التركيبة السكانية حسب تعدادي 2000 و2010.

### تعداد عام 2000
بلغ عدد سكان واينتاون 909 نسمة بحسب تعداد عام 2000، وبلغ عدد الأسر 372 أسرة وعدد العائلات 266 عائلة مقيمة في البلدة. في حين سجلت الكثافة السكانية 790.4 نسمة لكل كيلومتر مربع (2,047.1/ميل2). وبلغ عدد الوحدات السكنية 411 وحدة بمتوسط كثافة قدره 357.4 لكل كيلومتر مربع (925.7/ميل2).
وتوزع التركيب العرقي للبلدة بنسبة 99.34% من البيض و0.11% من الأمريكيين الأفارقة و0.55% من عرقين مختلطين أو أكثر و0.44% من الهسبانيون أو اللاتينيون من أي عرق.
بلغ عدد الأسر 372 أسرة كانت نسبة 34.4% منها لديها أطفال تحت سن الثامنة عشر تعيش معهم، وبلغت نسبة الأزواج القاطنين مع بعضهم البعض 56.2% من أصل المجموع الكلي للأسر، ونسبة 9.9% من الأسر كان لديها معيلات من الإناث دون وجود شريك، بينما كانت نسبة 5.4% من الأسر لديها معيلون من الذكور دون وجود شريكة وكانت نسبة 28.5% من غير العائلات. تألفت نسبة 25.8% من أصل جميع الأسر من عدة أفراد يعيشون في نفس المنزل ونسبة 16.7% كانت تتألف من شخص يعيش بمفرده يبلغ من العمر 65 عاماً أو أكثر. وبلغ متوسط حجم الأسرة المعيشية 2.44، أما متوسط حجم العائلات فبلغ 2.91.
بلغ العمر الوسطي للسكان 35.2 عاماً. وكانت نسبة 27.3% من القاطنين تحت سن الثامنة عشر، وكانت نسبة 6.6% بين الثامنة عشر والرابعة والعشرين عاماً، ونسبة 29.2% كانت واقعةً في الفئة العمرية ما بين الخامسة والعشرين والرابعة والأربعين عاماً، ونسبة 21.3% كانت ما بين الخامسة والأربعين والرابعة والستين، ونسبة 15.6% كانت ضمن فئة الخامسة والستين عاماً فما فوق. يوجد لكل 100 أنثى 94.6 ذكر، ويوجد لكل 100 أنثى في الثامنة عشر من عمرها فما فوق 91.6 ذكر.
بلغ متوسط دخل الأسرة في البلدة 37,188 دولارًا، أما متوسط دخل العائلة فبلغ 44,191 دولارًا. وكان متوسط دخل الذكور 35,313 دولارًا مقابل 21,287 دولارًا للإناث. وسجل دخل الفرد الخاص بالبلدة 16,328 دولارًا. وكانت نسبة 5.9% من العائلات ونسبة 8.6% من السكان تحت خط الفقر، وكان من هؤلاء نسبة 6.9% تحت سن الثامنة عشر ونسبة 13.1% في الخامسة والستين من العمر وما فوق.

### تعداد عام 2010
بلغ عدد سكان واينتاون 958 نسمة بحسب تعداد عام 2010، وبلغ عدد الأسر 391 أسرة وعدد العائلات 282 عائلة مقيمة في البلدة. في حين سجلت الكثافة السكانية 833 نسمة لكل كيلومتر مربع (2,157.5/ميل2). وبلغ عدد الوحدات السكنية 436 وحدة بمتوسط كثافة قدره 379.1 لكل كيلومتر مربع (981.9/ميل2).
وتوزع التركيب العرقي للبلدة بنسبة 98.33% من البيض و0.21% من الأمريكيين الأفارقة و0.42% من الأعراق الأخرى و1.04% من عرقين مختلطين أو أكثر و1.98% من الهسبانيون أو اللاتينيون من أي عرق.
بلغ عدد الأسر 391 أسرة كانت نسبة 36.8% منها لديها أطفال تحت سن الثامنة عشر تعيش معهم، وبلغت نسبة الأزواج القاطنين مع بعضهم البعض 54% من أصل المجموع الكلي للأسر، ونسبة 12% من الأسر كان لديها معيلات من الإناث دون وجود شريك، بينما كانت نسبة 6.1% من الأسر لديها معيلون من الذكور دون وجود شريكة وكانت نسبة 27.9% من غير العائلات. تألفت نسبة 24.8% من أصل جميع الأسر من عدة أفراد يعيشون في نفس المنزل ونسبة 9.5% كانت تتألف من شخص يعيش بمفرده يبلغ من العمر 65 عاماً أو أكثر. وبلغ متوسط حجم الأسرة المعيشية 2.45، أما متوسط حجم العائلات فبلغ 2.88.
بلغ العمر الوسطي للسكان 37.1 عاماً. وكانت نسبة 26.6% من القاطنين تحت سن الثامنة عشر، وكانت نسبة 8.4% بين الثامنة عشر والرابعة والعشرين عاماً، ونسبة 24.4% كانت واقعةً في الفئة العمرية ما بين الخامسة والعشرين والرابعة والأربعين عاماً، ونسبة 25.2% كانت ما بين الخامسة والأربعين والرابعة والستين، ونسبة 15.4% كانت ضمن فئة الخامسة والستين عاماً فما فوق. وتوزع التركيب الجنسي للسكان بنسبة 48.4% ذكور و51.6% إناث.

## وصلات خارجية
- الموقع الرسمي